# Vanya Voynova
Pour les articles homonymes, voir Voïnova.
Vanya Voynova (en bulgare : Ваня Войнова, née le 27 décembre 1934 à Sofia, décédée le 9 mars 1993 à Sofia) était une ancienne basketteuse bulgare, évoluant au poste de pivot.

## Club
- 1950-1968  Slavia Sofia

## Palmarès

### Club
compétitions internationales 
- Vainqueur de la Coupe des Champions 1959, 1963

 compétitions nationales 
- 12 fois Championne de Bulgarie: 1953-1965

### Championnat du monde
- Championnat du monde 1964,  Pérou
  -  Médaille de bronze
- Championnat du monde 1959,  Union soviétique
  -  Médaille d'argent

### Championnat d'Europe
- Championnat d'Europe 1964 à Budapest,  Hongrie
  -  Médaille d'argent
- Championnat d'Europe 1962 à Mulhouse,  France
  -  Médaille de bronze
- Championnat d'Europe 1960 à Sofia,  Bulgarie
  -  Médaille d'argent
- Championnat d'Europe 1958 à Łódź,  Pologne
  -  Médaille d'or
- Championnat d'Europe 1954,  Tchécoslovaquie
  -  Médaille de bronze